# Lawrie Dring
Lawrence Dring (4 de julio de 1931 – 6 de septiembre de 2012) fue un educador scout británico cuya importancia radica en ser el fundador de la Federación Mundial de Scouts Independientes Fue presidente de la Asociación de Scouts de Baden Powell hasta su muerte, la cual se separó de la Asociación Británica de Escultismo en 1970. Era más conocido como Lawrie, pero también como Bob, Dringo, y El Presidente (en español tal cual). Fue además el presidente de los Scouts de Baden Powell, otro movimiento que tiene como fin la fidelidad a los orígenes del Movimiento Scout en el mundo.
Dring nació en la estación ferroviaria de Dundee y fueron dos hermanos mellizos. En el momento del parto, su madre había tomado el tren hacia West Yorkshire en donde quería que nacieran sus hijos. A pesar de haber nacido en Escocia, con un padre escocés y orgulloso de su origen, su partida de nacimiento se encuentra registrada en Leeds (West Yorkshire - Inglaterra).
Lawrie Dring estaba en el ejército cuando un colega le pidió que se uniera al Movimiento Scout en la década de los 40. Comenzó como líder de los Lobatos. En 1947 comenzó como educador scout en Wuppertal, Alemania. Fue miembro y educador scout de la Tropa I de York. Viajó por Canadá, Estados Unidos, Alemania y Sudáfrica.
Después de terminar su educación media, Dring trabajó para dos compañías de químicos hasta que creó su propia compañía a la que llamó Dring Associates dedicada al tratamiento de aguas negras.
Su hermano mellizo murió ya adulto en un accidente de tránsito y después de la muerte de sus padres, Dring manifestó que su nueva familia serían los scouts.